# Rafael Medina
Rafael Medina (* 8. Oktober 1979 in Guadalajara, Jalisco) ist ein ehemaliger mexikanischer Fußballspieler, der im Mittelfeld agierte.  

## Leben
Sein erstes Spiel in der mexikanischen Primera División bestritt Medina für die Reboceros La Piedad am 22. Juli 2001 gegen seinen Heimatverein Chivas Guadalajara (1:1), bei dem er anschließend zwischen Sommer 2002 und Dezember 2005 unter Vertrag stand. In der Clausura 2006 absolvierte er ein halbjährliches Gastspiel bei Santos Laguna, bevor er in seine Heimatstadt zurückkehrte und die folgenden fünfeinhalb Jahre bei den Estudiantes Tecos unter Vertrag stand. 
Ende 2011 verließ er die Tecos und unterschrieb für die Clausura 2012 einen Vertrag beim Zweitligisten Tiburones Rojos Veracruz.
Sein erstes Tor in der Primera División erzielte er am 31. Januar 2002 gegen Morelia, als er in der 73. Minute eingewechselt wurde und bereits eine Minute später traf. Mehr als der Anschlusstreffer zum 1:2 wollte seiner Mannschaft an diesem Tag allerdings nicht gelingen. Seine einzige rote Karte erhielt er am 28. November 2004 in der Nachspielzeit eines Clásico Tapatío, bei dem Chivas im Viertelfinale der Liguilla gegen seinen Stadtrivalen Atlas (3:3) scheiterte, nachdem das Hinspiel mit 0:1 verloren gegangen war. 
Seinen einzigen Einsatz für die mexikanische Nationalmannschaft absolvierte Medina am 27. April 2005 in einem Testspiel gegen Polen, das 1:1 endete. 